# 那須保友
那須 保友（なす やすとも、1957年1月29日 - ）は、日本の医学者、医師、医学博士、岡山大学教授である。第15代岡山大学学長。

## 概要
専攻は医学（特に尿路性器悪性腫瘍、泌尿器内視鏡外科学、医学英語教育など）。岡山大学教授。同大学SiEED-Okayama起業家精神養成学講座代表、同大学理事（研究担当）、副学長、同大学研究推進機構長、同大学イノベーションマネジメントコア（IMaC）コア長などを経て、第15代岡山大学学長を務める。
愛媛県松山市出身。
＜主な出典：＞
- 1975年03月 - 愛光中学校・高等学校 卒業[4]
- 1981年03月 - 岡山大学医学部医学科 卒業
- 1986年
  - 3月 - 同 大学院医学研究科 修了
  - 4月 - 岡山大学医学部附属病院 医員
- 1986年07月 - 社会保険広島市民病院 医師
- 1989年04月 - 財団法人積善会附属十全総合病院泌尿器科 部長
- 1991年04月 - 岡山大学医学部附属病院 講師
- 1996年 - ベイラー医科大学（アメリカ合衆国・テキサス州）[要出典]
- 2003年10月 - 岡山大学医学部・歯学部附属病院 講師
- 2004年04月 - 岡山大学大学院医歯学総合研究科泌尿器病態学 助教授
- 2005年04月 - 岡山大学大学院医歯薬学総合研究科泌尿器病態学 助教授
- 2007年04月 - 同 准教授
- 2010年01月 - 岡山大学病院 新医療研究開発センター 教授
- 2013年09月 - 同 副病院長（研究担当）（併任）
- 2014年 - 同 副病院長（研究・国際担当）（併任）
- 2015年
  - 6月 - 岡山大学 大学院医歯薬学総合研究科 泌尿器病態学 教授、同大学副理事（併任）
  - 8月 - 同大学 副理事
- 2016年04月 - 岡山大学 大学院医歯薬学総合研究科 研究科長（併任）[5]
- 2018年 - 同大学 研究推進産学官連携機構 医療系本部長（併任）[6]
- 2019年
  - 4月 - 同大学 理事（研究担当）・副学長[7]、研究推進機構長[8]
  - 6月 - 同大学　オープンイノベーション機構長[9]
- 2021年
  - 04月 - 岡山大学 学術研究院医歯薬学 教授（兼務）
  - 10月 - 同大学 イノベーションマネジメントコア（IMaC）コア長[要出典]
- 2023年04月 - 岡山大学長（第15代、任期:2023年4月1日から4年間）[10][11]

## 活動
- 学会
  - 日本泌尿器科学会（代議員、指導医、専門医）
  - 日本泌尿器内視鏡学会（理事、事務局長）
  - 日本遺伝子治療学会（理事）
  - 日本癌学会
  - 日本癌治療学会
  - 日本内視鏡外科学会
  - 日本化学療法学会
  - 国際泌尿器科学会
  - アメリカ泌尿器科学会
  - アメリカ遺伝子治療学会

- 大学発ベンチャー
  - 2007年 - 桃太郎源株式会社 取締役[12]

## 受賞
- 1999年 - 岡山県医師会学術奨励賞受賞
- 2000年 - 岡山大学医学部泌尿器科学教室同門会・第2回大森賞
- 2004年 - 第15回国際泌尿器ビデオプレゼンテーション会議優秀ビデオ賞
- 2006年 - 岡山県文化奨励賞（学術部門）
- 2006年 - 日本遺伝子治療学会Journal of Gene Medicine賞